# Ђорђе Кода
Ђорђе (Георгије) Кода (Нови Сад, 9. март 1811 — Нови Сад, 13. фебруар 1891) био је новосадски трговац, добротвор и јавни радник.

## Биографија
Пореклом из цинцарске породице. Путовао је у Немачку, Италију, Енглеску и Француску а 1842. оженио се Јустином, ћерком загребачког трговца Јанка Малина, и имао деветоро деце. Трговачким пословима бавио се са оцем а од 1848. самостално. Био је заступник калдрмарине, варошких и пијачних такси, а од 1858. до 1869. пространог земљишта поред Дунава које је коришћено као пашњак, рит и земља за обрађивање. Први је увео вођење књига у Новосадској општини и био оснивач и члан Новосадске штедионице. Предлог прописа о издавању новца за зајмове и Нацрт формулара за обвезнице предао је 1864. године.
Био је члан Матице српске (од 1867) и члан њеног Управног одбора (1868—1887), члан Одбора за израду „Упутства о издавању новца за зајмове” из Матичиних фондова и члан Одбора за испитивање финансијских могућности за куповину куће за Матицу српску.
Као председник Грчке црквене општине предложио је да ова општина школски фонд из којег је плаћала учитеља за ученике грчке националности присаједини српском Гимназијском фонду тако да учитељ постане редовни професор гимназије а грчки језик редовни предмет, што се остварило 1873. Такође је био председник Српске читаонице у Новом Саду (до 1879), благајник Позоришног централног одбора, први председник (1862-1863) и члан Економског одсека Српског народног позоришта, оснивач и приложник Карловачке гимназије а са Марком Поповићем и Марком Николићем подигао је православну капелу у Петроварадину.
Као угледни грађанин Новог Сада изабран је у Одбор који је ишао у Пешту на саветовање са министром трговине о закону о раду (1876). Поред очеве куће, имао је и кућу у Казанџијској (данас Јована Суботића) улици коју је издавао под закуп Магистрату Новог Сада. Из послова се повукао 1879. и пренео их на сина Димитрија, који је у Новом Саду 1872. отворио „Банкарски мењарски завод Д. Кода” и држао продавницу колонијалне робе. Син Александар био је лекар.
Његов портрет, рад сликара Новака Радонића, налази се у Галерији Матице српске.
Сахрањен је на Успенском гробљу у Новом Саду.